# Panel (immuno-hématologie)
 (mai 2023).
Si vous disposez d'ouvrages ou d'articles de référence ou si vous connaissez des sites web de qualité traitant du thème abordé ici, merci de compléter l'article en donnant les références utiles à sa vérifiabilité et en les liant à la section « Notes et références ».
Un panel est un ensemble d'hématies de groupe O et de phénotype connu dans de nombreux autres systèmes de groupe sanguin (RH, KEL, MNS, FY, etc.) permettant le dépistage et l'identification des anticorps irréguliers.
Le terme s'utilise également pour un ensemble de plaquettes, de polynucléaires ou de lymphocytes, de phénotypes connus, permettant la recherche des anticorps anti-plaquettes, anti-polynucléaires, ou anti-HLA.